# Cnemidochroma lopesi
Cnemidochroma lopesi  (лат.) — вид жуков-усачей рода Cnemidochroma из подсемейства Cerambycinae. Обнаружены в Южной Америке (Бразилия). Длина самцов 28 мм, самок — 26 мм; длина переднеспинки около 5 мм; длина надкрылий самцов 21 мм, самок — около 20 мм. Растение-хозяин неизвестно. Период активности: февраль — апрель. Вид был впервые описан в 1989 году (вместе с Monnechroma seabrai) бразильскими энтомологами С. А. Фрагосо (Sergio Augusto Fragoso) и М. А. Монне (Miguel Ángel Monné; Рио-де-Жанейро, Бразилия) и назван в честь профессора Х. С. Лопеса (Dr Hugo Souza Lopes)
.